# Abderrahmen Messaoud Debbih
Abderrahmen Messaoud Debbih est un joueur algérien de volley-ball, né le 19 juillet 1987 à Aïn M'lila (Algérie).

## Palmarès

### En club
Mouloudia Club d'Alger
- Vainqueur de la Coupe d'Afrique des clubs champions : 2007[2]